# Al-Hira

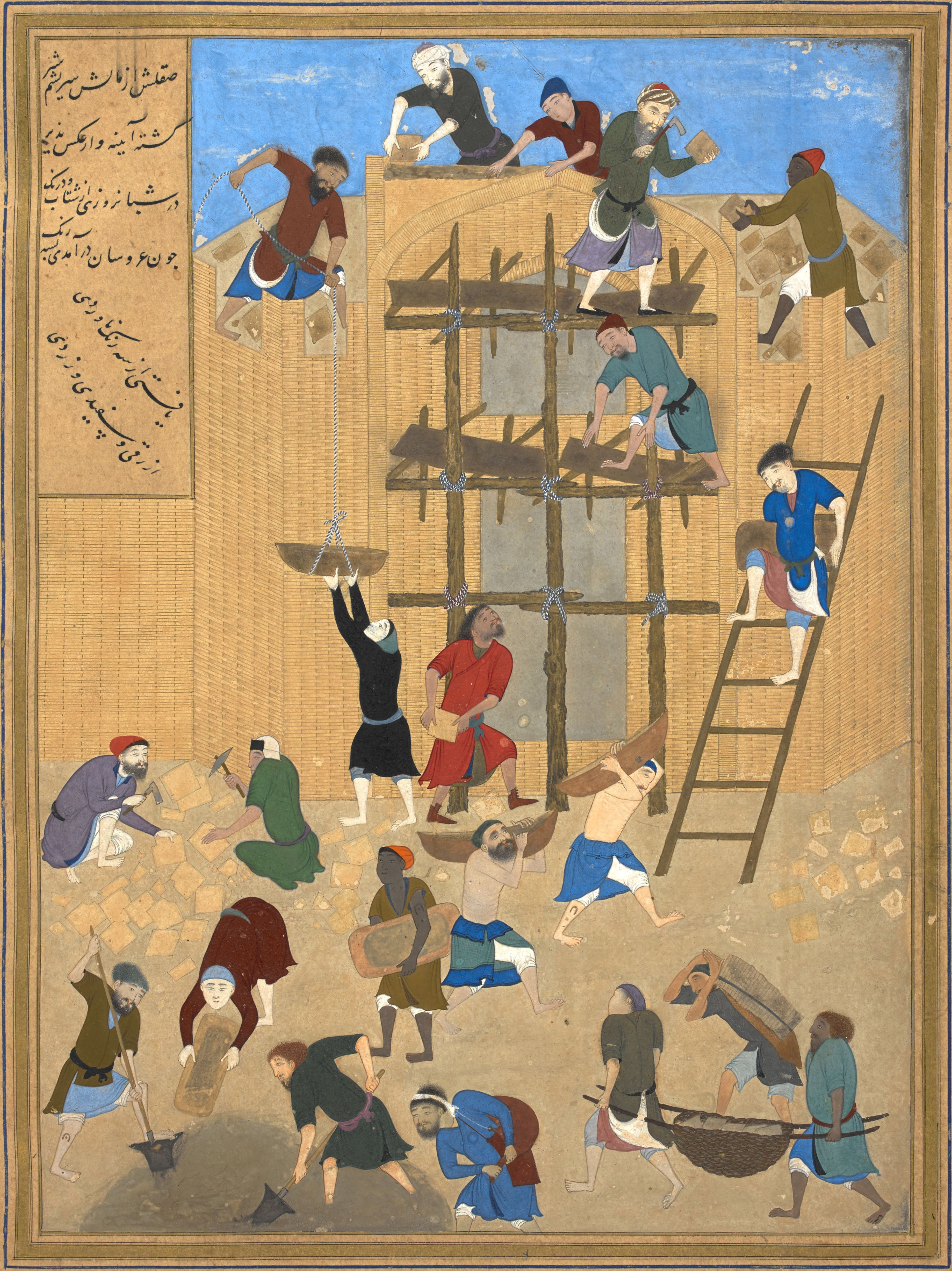
Una miniatura persa del siglo XV que describe la construcción del palacio al-Khornaq (خورنگاه:, que significa Mansión) en Hira, la ciudad capital de los lájmidas; miniatura de Kamāl ud-Dīn Behzād

Al-Hira (en árabe: الحيرة‎: al-Ḥīrah; en siríaco: Ḥīrtā) fue una antigua ciudad en Mesopotamia localizada al sur de lo que es hoy Kufa, en el centrosur de Irak.

## Historia
Al-Hira fue una ciudad destacada en la historia árabe preislámica. Pueblos árabes llevaban siglos emigrando al sureste de Oriente Próximo y Medio. La población local, principalmente aramea, ya tenía buenas proporciones de árabes cuando Hira surgió a partir de un campamento militar. Se la considera la capital del primer estado árabe fuera de Arabia después de Hatra, Palmira y la Petra nabatea.
Al-Hira sirvió de los siglos IV a VII como la capital lájmida, un reino árabe vasallo del Imperio sasánida, al que ayudaba a contener a los árabes nómadas del sur. Los gobernantes lájmidas de al-Hirah fueron reconocidos por Sapor II (337-358), el décimo emperador sasánida.
Un particular, Mār Abdīšo, nació en Maysan (siríaco: Mayšān) y se mudó a Ḥīrā después de estudiar en otro lugar con Mār 'Abdā. Allí obtuvo el respeto general cuando construyó un monasterio y vivió una vida piadosa. El emperador sasánida Bahram V ganó el trono con ayuda de al-Mundhir I ibn al-Nu'man, rey de Ḥīrā, en 420. Se sorprendió y mostró un gran respeto cuando se encontró al santo cerca del pueblo de Bēṯ 'Arbī en su camino desde la capital imperial de Seleucia-Ctesifonte (Siríaco: Salīq-Qṭēspōn).
Desde 527, al-Hirah se opuso a los Gasánidas, otro estado árabe patrocinado por los bizantinos de Siria y Palestina. Los dos reinos se involucraron en un largo conflicto que funcionó como una guerra de poder entre los imperios bizantino y sasánida.
En 531, los sasánidas derrotaron al general bizantino Belisario en la Batalla de Calinico al sur de Edesa (en el actual sureste de Turquía), con la ayuda de al-Hirah. En 602, Cosroes II depuso a al-Nu'man III ibn al-Mundhir y se anexionó al-Hirah.

### Historia eclesiástica
Hirta fue la sede de un obispado de la Iglesia nestoriana del siglo IV hasta el siglo XI. Pertenecía a la Provincia Patriarcal de Seleucia-Ctesifonte. Desde ella, monjes y predicadores introdujeron el cristianismo nestoriano en Arabia.
Hoy, Hirta es sede de una diócesis católica en Irak.
Al-Hira fue también un centro de poetas y hombres de letras, y allí se desarrolló la primera escritura en árabe.

### Difusión del Islam
Después de la Batalla de Hira, la ciudad se rindió fácilmente y fue tomada por un ejército del califato ortodoxo a las órdenes de Khalid ibn al-Walid en mayo de 633. 
Más tarde perdió toda importancia, sustituida por Kufa, seis kilómetros al noreste, surgida a partir de la guarnición permanente instalada por los conquistadores.